# Hiệp Bình Chánh
Hiệp Bình Chánh là một phường thuộc thành phố Thủ Đức, Thành phố Hồ Chí Minh, Việt Nam.

## Địa lý
Phường Hiệp Bình Chánh nằm ở phía tây thành phố Thủ Đức, có vị trí địa lý:
- Phía đông giáp phường Linh Đông
- Phía tây giáp phường 13, quận Bình Thạnh với ranh giới là sông Sài Gòn
- Phía nam giáp phường 26, phường 27 và phường 28, quận Bình Thạnh
- Phía bắc giáp các phường Hiệp Bình Phước và Tam Phú.

Phường có diện tích 6,49 km², dân số năm 2024 là 103.742 người, mật độ dân số đạt 15.985 người/km².

## Hành chính
Phường Linh Trung được chia thành 44 khu phố, đánh số lần lượt từ 1 đến 44.

## Lịch sử
Dưới thời nhà Nguyễn, địa bàn phường Hiệp Bình Chánh hiện nay tương ứng với làng Bình Chánh và một phần làng Bình Triệu thuộc tổng An Thổ, huyện Ngãi An, phủ Phước Long, tỉnh Biên Hòa.
Đến thời Pháp thuộc, chính quyền sáp nhập ba làng Bình Chánh, Bình Phước và Bình Triệu thành làng Hiệp Bình Xã thuộc quận Thủ Đức, tỉnh Gia Định.
Sau năm 1956, các làng gọi là xã, Hiệp Bình Xã là một xã thuộc quận Thủ Đức.
Sau năm 1975, xã Hiệp Bình Xã được đổi tên thành xã Hiệp Bình thuộc huyện Thủ Đức, Thành phố Hồ Chí Minh.
Ngày 14 tháng 2 năm 1987, Hội đồng Bộ trưởng ban hành Quyết định số 33-HĐBT. Theo đó, chia xã Hiệp Bình thành hai xã Hiệp Bình Chánh và Hiệp Bình Phước.
Sau khi thành lập, xã Hiệp Bình Phước có 628 ha diện tích tự nhiên và 9.610 người.
Ngày 6 tháng 1 năm 1997, Chính phủ ban hành Nghị định số 03-CP. Theo đó:
- Thành lập quận Thủ Đức trên cơ sở toàn bộ diện tích và dân số của thị trấn Thủ Đức và 7 xã: Hiệp Bình Chánh, Hiệp Bình Phước, Linh Đông, Linh Trung, Linh Xuân, Tam Bình, Tam Phú; một phần diện tích và dân số của các xã Hiệp Phú, Tân Phú và Phước Long thuộc huyện Thủ Đức cũ
- Thành lập phường Hiệp Bình Chánh thuộc quận Thủ Đức trên cơ sở toàn bộ 626 ha diện tích tự nhiên và 16.508 người của xã Hiệp Bình Chánh.

Ngày 9 tháng 12 năm 2020, Ủy ban thường vụ Quốc hội ban hành Nghị quyết 1111/NQ-UBTVQH14 về việc thành lập thành phố Thủ Đức trên cơ sở sáp nhập toàn bộ diện tích và dân số của Quận 2, Quận 9 và quận Thủ Đức, phường Hiệp Bình Chánh thuộc thành phố Thủ Đức như hiện nay.
Về mặt khu phố, trước năm 2024, phường Linh Trung được chia thành 9 khu phố: 1, 2, 3, 4, 5, 6, 7, 8, 9.
Ngày 14 tháng 3 năm 2024, Hội đồng Nhân dân Thành phố Hồ Chí Minh ban hành Nghị quyết 11/NQ-HĐND, trong đó sắp xếp lại các đơn vị khu phố để thành lập 44 khu phố mới như ngày nay.